# Uvaria anonoides
Uvaria anonoides este o specie de plante angiosperme din genul Uvaria, familia Annonaceae, descrisă de Baker f.. Conform Catalogue of Life specia Uvaria anonoides nu are subspecii cunoscute.